# Lo Pessó Petit
El Pic petit del Pessó o lo Pessó Petit és una muntanya que es troba en el terme municipal de la Vall de Boí, a la comarca de l'Alta Ribagorça, i dins de la zona perifèrica del Parc Nacional d'Aigüestortes i Estany de Sant Maurici.
El pic, de 2.792 metres, s'alça en el punt d'intersecció de les carenes que delimiten la Coma del Pessó (N), la Coma Estreta (S) i la Vall de Sant Martí (NE); amb el Colladó del Pessó a l'oest i el Pic de l'Estanyet al sud.
El nom "pessó significa munt cònic d'herba dallada, i s'aplica a cims de forma cònica".